# OCADES Caritas Burkina
L'Organisation catholique pour le développement et la solidarité, mieux connu sous le nom de OCADES Caritas Burkina, ou Caritas Burkina Faso à l'internationale,, est une organisation à but non lucratif au Burkina Faso. Elle est l'organisme d'aide officiel de l'Église catholique burkinabè présent dans tout le pays.
Elle est membre de la confédération mondiale Caritas Internationalis et de la Caritas Africa.

## Historique
L'origine de l'organisation remonte à 1956, lorsque le Secours catholique français établit une délégation dans ce qui était alors la Haute-Volta française. Après l'indépendance de la République de Haute-Volta, cette délégation prit le nom de Caritas voltaïque en 1961,.
Une structure distincte, le Bureau d'étude et de liaison (BEL), a été fondée en 1973. En 1998, à l'initiative de la Conférence épiscopale Burkina-Niger, la structure actuelle a été établie par la fusion du BEL et de la Caritas. Elle a été officiellement reconnue association à but non lucratif par l'État le 25 mai 1998 et a reçu le statut d'association d'utilité publique en 2013,.

## Structure
OCADES Caritas Burkina est l'organisation Caritas nationale et fédère ses 15 organisations Caritas diocésaines avec leurs 200 branches Caritas paroissiales. Les instances diocésaines et le Secrétariat général de l'OCADES Caritas Burkina fonctionnent de manière indépendante et fonctionnent par délégation, conformément au principe de subsidiarité.
Les organisations Caritas diocésaines sont appelées Secrétariats exécutifs diocésains (SED). Ceux-ci sont:
- SED Banfora
- SED Bobo Dioulasso
- SED Dédougou
- SED Diébougou
- SED Dori
- SED Fada NGourma
- SED Gaoua
- SED Kaya
- SED Koudougou
- SED Koupéla
- SED Manga
- SED Nouna
- SED Ouagadougou
- SED Ouahigouya
- SED Tenkodogo

## Travail
OCADES Caritas Burkina met en œuvre des programmes pour réduire la pauvreté et soutenir les personnes les plus vulnérables du pays. Ses initiatives couvrent de multiples secteurs tels que l'agriculture, l'aide d'urgence et l'aide humanitaire, l'accès aux services sociaux essentiels, la microfinance, la réintégration et la réhabilitation des personnes vulnérables, la sécurité alimentaire et la promotion des droits des femmes dans un environnement sahélien mis à mal par la variabilité extrême et le changement climatique.
Malgré son affiliation catholique, OCADES Caritas Burkina sert toutes les communautés sans distinction de sexe, de religion ou d'appartenance ethnique.
En 2018, les activités de l'organisation ont touché 1,5 million de bénéficiaires directs. Le budget total des programmes de l'OCADES Caritas Burkina a augmenté au fil des années, passant de 5 milliards de francs CFA en 2009, à 7 milliards de francs en 2015 et à 9,5 milliards de francs en 2018,,.